# Ectatomminae
Ectatomminae este un subfamilie de furnici din grupul subfamiliilor poneromorfe care conține patru genuri existente și trei dispărute în două triburi. Subfamilia a fost creată în 2003 când Barry Bolton a împărțit subfamilia Ponerinae în șase subfamilii.

## Genuri
- Ectatomminae Emery, 1895
  - Ectatommini Emery, 1895
    - †Canapone Dlussky, 1999
    - Ectatomma Smith, 1858
    - †Electroponera Wheeler, 1915
    - Gnamptogenys Roger, 1863
    - †Pseudectatomma Dlussky & Wedman, 2012
    - Rhytidoponera Mayr, 1862

  - Typhlomyrmecini Emery, 1911
    - Typhlomyrmex Mayr, 1862